# Diocesi di Grumento Nova
La diocesi di Grumento Nova, Grumentum (in latino Dioecesis Grumentina) è una sede soppressa e sede titolare della Chiesa cattolica.

## Storia
L'origine della diocesi di Grumentum è strettamente legata alla vita di san Laverio, che vi avrebbe subito il martirio nel 312. La vita e le gesta di questo santo sono raccontate nelle Gesta Sancti Laverii, biografia scritta nel 1162 da un certo Roberto di Romana, diacono di Saponara, ma che subì aggiunte ed alterazione nel XV o XVI secolo; l'opera fu pubblicata per la prima volta da Ferdinando Ughelli nel Settecento.
Nelle Gesta sono menzionati tre vescovi di Grumentum, oltre a san Laverio: Sempronio Ato o Atto, «antroponimi probabilmente mutuati dall'epigrafia pagana di Grumento», che sarebbe stato nominato primo vescovo da papa Damaso I (366-384), fondatore della diocesi nel 370 circa; Giuliano e per ultimo Rodolfo Alano, che sarebbe vissuto agli inizi del VI secolo, ma il cui nome d'origine tedesca rivela un evidente anacronismo storico. Le Gesta aggiungono che la diocesi fu soppressa all'epoca di papa Giovanni VIII (circa 881), quando la città fu distrutta dai Saraceni. Lanzoni mette fortemente in dubbio la storicità di questi due vescovi, mentre «allo stato attuale della ricerca [archeologica] manca una documentazione materiale consistente, che provi quella continuità di frequentazione dell'abitato fino alla metà del IX secolo, menzionata nell'agiografia di S. Laviero».
Dal punto di vista storico e documentario, il nome di Grumentum appare in alcuni documenti pontifici. In due lettere di papa Gelasio I si evince che negli anni 494-495 la diocesi era vacante e al vescovo Sabino di Consilinum, visitatore della diocesi grumentina, il pontefice ordina di consacrare un diacono per la Chiesa di Grumento.
In una lettera databile al 558/560, papa Pelagio I comunica al vescovo Tulliano che un suo diacono, Latino, è richiesto come vescovo di Consilinum; le Gesta parlano di un vescovo Giuliano, che secondo Lanzoni potrebbe essere lo stesso menzionato da papa Pelagio. Le lettere dei papi Gelasio I e Pelagio I mettono inoltre in evidenza gli stretti rapporti tra le diocesi di Grumento e di Consilinum: «in caso di sede vacante di una delle due diocesi i pontefici affidano al vescovo in carica il compito di provvedere alle esigenze della vicina comunità».
La diocesi infine è menzionata in una lettera di papa Gregorio Magno, databile al 599, dove si parla di una parrochia ecclesiae Grumentinae: nel linguaggio dell'epoca con parrocchia si intendeva la diocesi.
L'archeologa L. Giardino ritiene che vi siano elementi che «concorrono al convincimento che nella prima metà del V secolo si sia avviato un vasto processo di riorganizzazione economica e territoriale: il ruolo epicentrico svolto dalla città [di Grumentum] viene ad esaurirsi a vantaggio di un popolamento a carattere sparso, che probabilmente ha nel territorio la sua base economica autonoma e nella struttura ecclesiastica il suo referente giuridico-amministrativo».
Con la decadenza di Grumentum, il vescovo, prima provvisoriamente e poi definitivamente, trasferì la propria residenza a Marsico Nuovo. Tuttavia ancora nel XII secolo i vescovi di Marsico si fregiarono del titolo di episcopi Grumentinae.
Dal 1970 Grumento Nova o Grumentum è annoverata tra le sedi vescovili titolari della Chiesa cattolica; dal 29 ottobre 1999 il vescovo titolare è Edouard Kisonga Ndinga, S.S.S., già vescovo ausiliare di Kinshasa.

## Cronotassi

### Vescovi
- Sempronio Atto † (seconda metà del IV secolo)
- Tulliano (o Giuliano) † (menzionato nel 558/560)
- Rodolfo Alano †

### Vescovi titolari
- Nicolas Mollenedo Mondejar † (17 luglio 1970 - 19 dicembre 1974 nominato vescovo di Romblon)
- Fernando Robles Capalla † (2 aprile 1975 - 18 febbraio 1978 dimesso)
- Djuro Kokša † (20 aprile 1978 - 26 novembre 1998 deceduto)
- Edouard Kisonga Ndinga, S.S.S., dal 29 ottobre 1999